# Giovanni Santi
Giovanni Santi (Colbordolo, 1440/1445 – Urbino, 1º agosto 1494) è stato un pittore italiano.

## Biografia

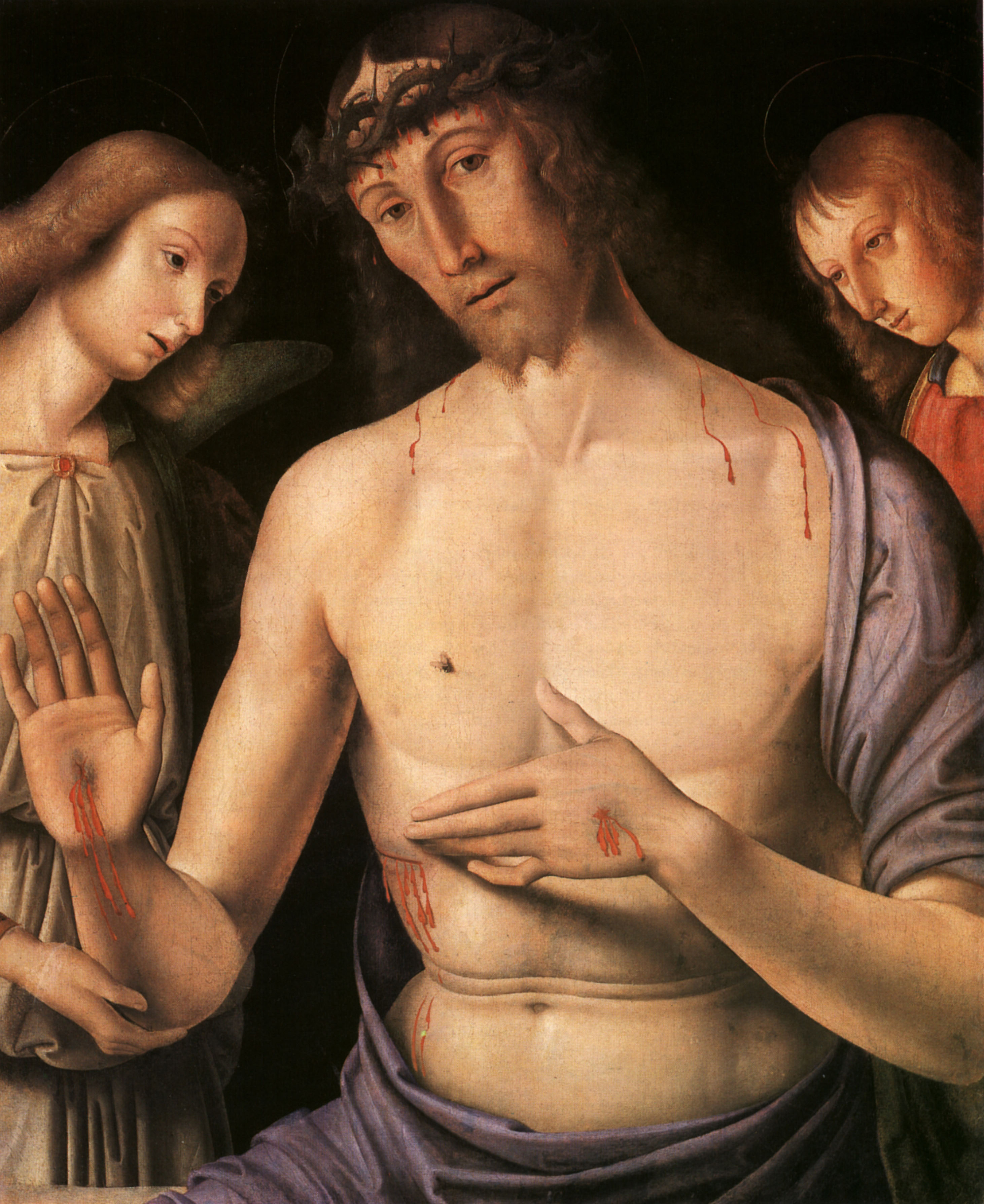
Cristo accompagnato da due angeli, c.1490 (Museo di belle arti, Budapest)

Da sempre conosciuto anche per essere stato il padre e il primo maestro di Raffaello, erroneamente la critica del passato riteneva fosse noto più per l'eccellente figlio che non per la propria opera.
Alcuni studi (tra i quali anche la monografia Giovanni Santi di Ranieri Varese edita nel 1994 per i tipi di Nardini Editore) hanno ampiamente rivalutato la figura e l'opera di questo dotto artista.
A tale più approfondita e ragionata analisi hanno contribuito anche la traduzione per la prima volta in italiano del testo di Austen Henry Layard intitolato Giovanni Santi e l'affresco di Cagli (edito nel 1994 a cura di Ranieri Varese) e, sempre nel 1994, la ristampa anastatica del volume di J.D. Passavant intitolato Giovanni Santi, tradotto nel 1882 da Gaetano Guasti.
Giovanni Santi, nato a Colbordolo tra il 1440 e il 1445, si trasferisce a Urbino verso i dieci anni. Qui, a contatto con l'ambiente di una delle più importanti corti del Rinascimento, avviene la sua formazione culturale.
La sua personalità di umanista è infatti testimoniata da quella Cronaca rimata che nel 1492 scrive in occasione delle nozze del duca Guidobaldo ed Elisabetta Gonzaga in onore del padre dello sposo, il duca Federico da Montefeltro.
Testo dal quale si desume l'acuta intelligenza del Santi dei fatti artistici riportati tanto che alcuni suoi giudizi sui pittori contemporanei fanno ancora testo.

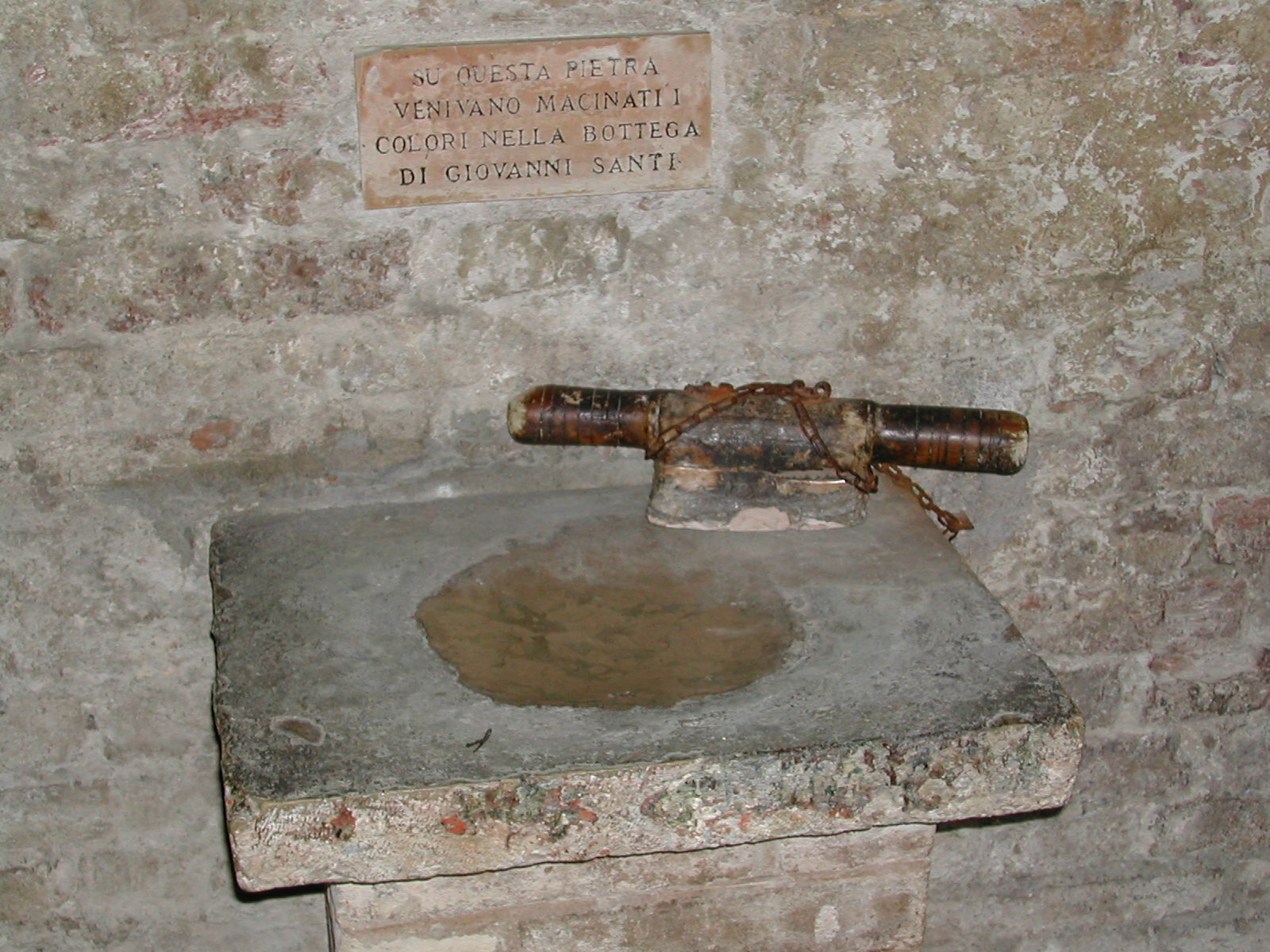
La bottega di Giovanni Santi a Urbino

I legami profondi che legano Giovanni Santi alla Corte urbinate hanno straordinaria rilevanza anche nei confronti del figlio Raffaello la cui formazione è inscindibilmente legata alla temperie culturale che nella seconda metà del Quattrocento caratterizza Urbino grazie alla lungimirante volontà del duca Federico. 
Egli è anche il primo pittore urbinate in quanto non ne esiste un altro prima di rilevanza tale da passare alla storia.
Tra le opere che egli realizza in un arco temporale ristretto (meno di un ventennio) sono le Muse eseguite per il tempietto del Palazzo Ducale di Urbino, che danno il segno della stima del duca Federico nei riguardi del pittore.
In Santi è viva la matrice fiamminga unitamente a quella veneto-padovana arricchita di volta in volta sui modelli di artisti come Melozzo da Forlì, Signorelli e Bellini con l'onnipresente influenza di Piero della Francesca.
Così per la Pala di Gradara egli tiene conto di Giovanni Bellini mentre per la Pala Oliva di Montefiorentino del 1489, egli terrà a mente la superba Pala di San Bernardino di Piero della Francesca.
La Pala Oliva, la Tavola "Madonna con Bambino in trono fra i Santi Elena, Zaccaria, Sebastiano e Rocco", commissionata dalla famiglia Buffi nel 1489 per la chiesa di San Francesco ad Urbino,  e l'articolato affresco della Cappella Tiranni della chiesa di San Domenico di Cagli sono considerati i maggiori capolavori del Pittore.
La sua bottega, attenta alle nuove aperture culturali, fu alquanto nota e Raffaello vi apprese i primi rudimenti dell'arte.

## La Cappella Tiranni

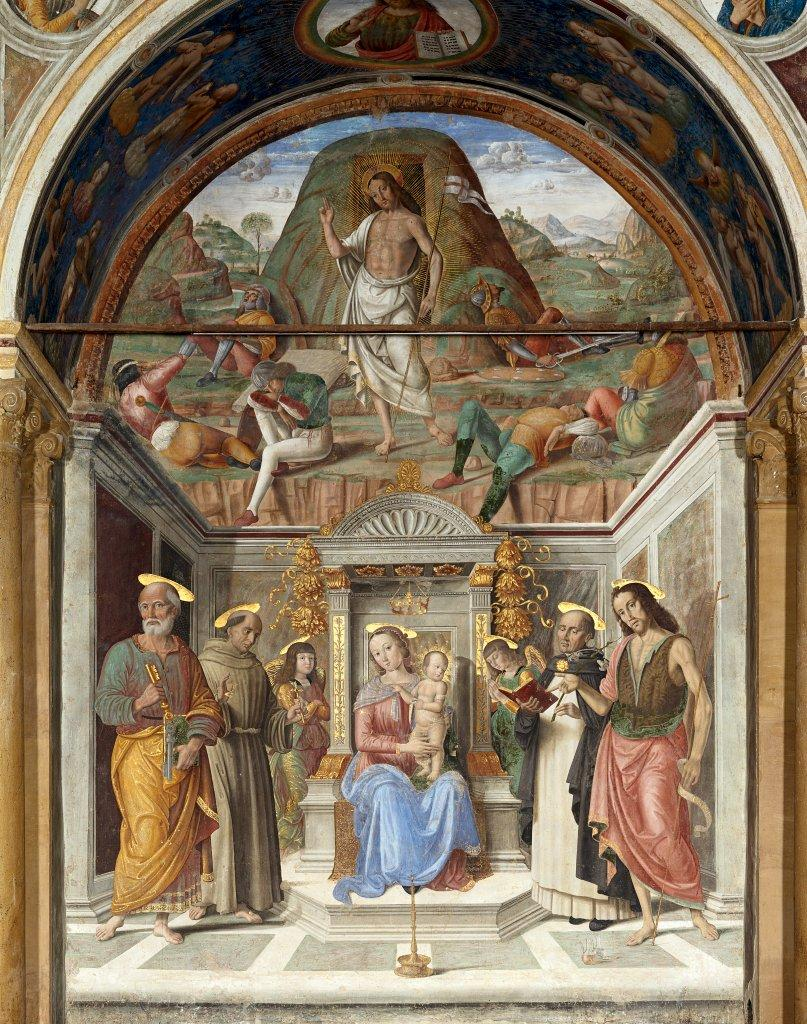
Cappella Tiranni, part. Sacra conversazione e Resurrezione

Nella chiesa di San Domenico in Cagli è la nota Cappella Tiranni la cui decorazione fu affidata da Pietro Tiranni a Giovanni Santi e che Luigi Pungileoni considerava "il suo capolavoro" .
La cappella quattrocentesca è fin dal 1800 una delle mete dei viaggiatori inglesi che transitano lungo la Flaminia. D'altronde Austen Henry Layard aveva pubblicato fin dal 1859 per conto della "Arundel Society" una monografia intitolata Giovanni Sanzio and his fresco at Cagli (tradotta in italiano per la prima volta nel 1994 a cura di R. Varese).
Ritenuta l'opera massima di Giovanni Santi tra quelle realizzate con la tecnica dell'affresco la Cappella Tiranni racchiude nelle sembianze di un angelo il ritratto del giovane Raffaello ed in quelle di San Giovanni Battista l'autoritratto di Giovanni Santi.

## Scritti
- Cronaca rimata (1492)